# Main (cráter marciano)

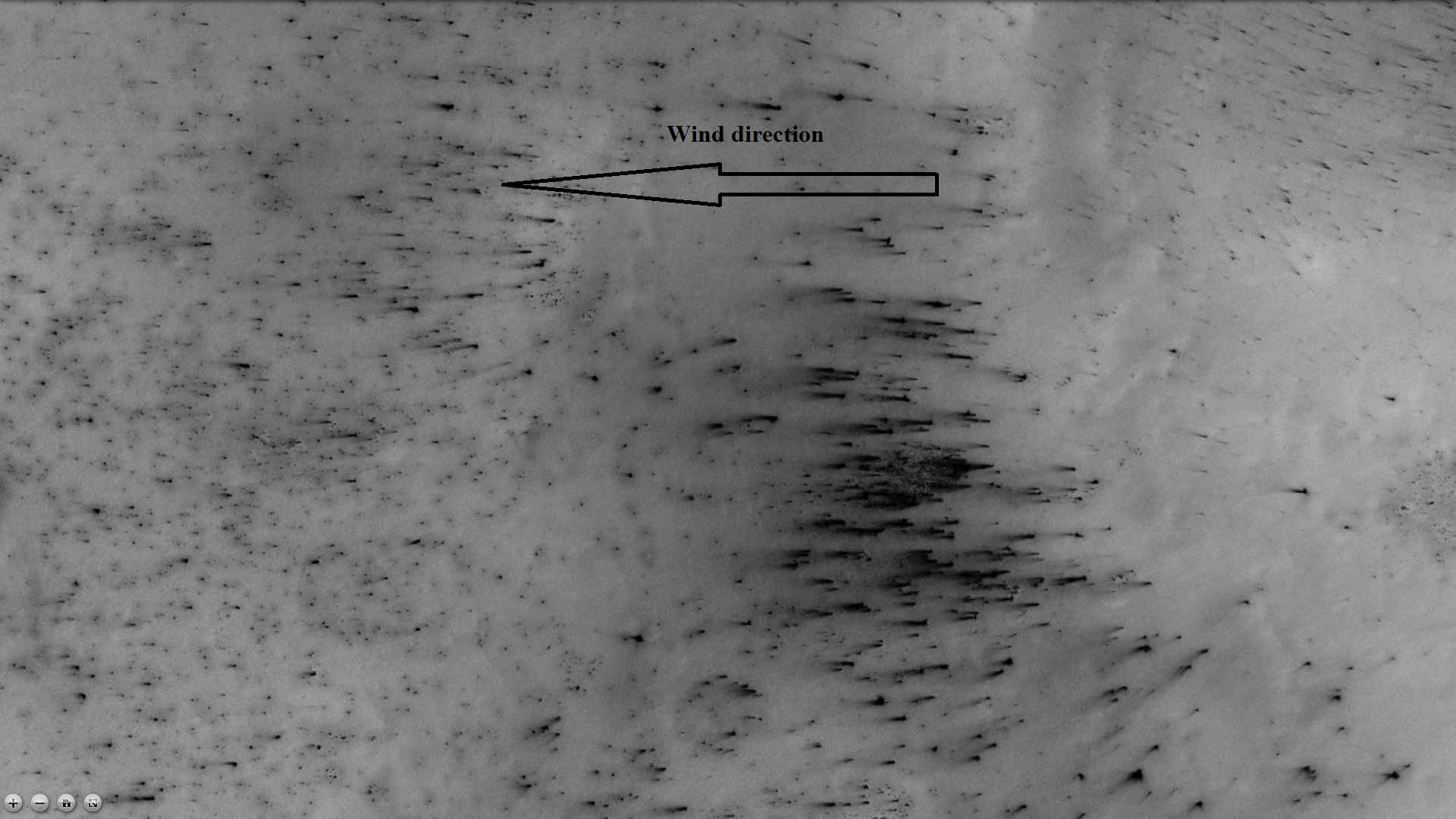
Estelas de polvo en el cráter Main (imagen CTX a bordo del Mars Reconnaissance Orbiter).La flecha indica la dirección del viento. En la primavera, cuando la temperatura aumenta, el hielo seco se convierte en un gas presurizado, y entonces se proyecta a través de los puntos débiles del suelo arrastrando motas de polvo. Si coincide con la presencia del viento, el polvo se deposita formando penachos alargados como muestra la imagen.

Main es un cráter de impacto en el cuadrángulo Mare Australe de Marte, localizado en las coordenadas 76,6° Sur de latitud y 310.9° Oeste de longitud. Tiene unos 109.0 km de diámetro, y debe su nombre al reverendo Robert Main, nombre aprobado en 1973 por la Unión Astronómica Internacional.
| [[File:Wikimainwest.jpg\|1200px\|alt={{{Alt\|{{{descripción}}}]]                                                                   |
| Cráter Main, fotografía de la cámara CTX a bordo del Mars Reconnaissance Orbiter. (El norte, hacia la izquierda de la fotografía). |

## Penachos de polvo
El suelo de Main muestra zonas oscuras, causadas por el polvo levantado por el hielo de dióxido de carbono al descongelarse en la primavera, cuando la temperatura aumenta.  Algunas de estas manchas de polvo se convierten en penachos alargados si su formación coincide con períodos de viento.
Se habían barajado muchas ideas para explicar la formación de estas manchas características, que aparecen en algunas de las imágenes siguientes.
En las vistas de detalle de estas áreas oscuras a menudo aparecen otras manchas difusas, fenómenos que han sido denominados con el nombre de "arañas".